# ポケパーク2 〜Beyond the World〜
『ポケパーク2 〜Beyond the World〜』（ポケパークツー 〜ビヨンド ザ ワールド〜）は2011年11月12日に株式会社ポケモンから発売されたWii用のゲームソフト。アメリカでは2012年2月27日、ヨーロッパでは2012年3月23日に発売。

## 概要
『ポケパークWii 〜ピカチュウの大冒険〜』の続編。スタンスは前作と同じだが、内容は前作のパラレルワールドといえる。
前作同様にピカチュウをフィールド上で操作できる事に加え、ストーリーを進める事でミジュマル、ツタージャ、ポカブをフィールド上で操作できるようになる。この4匹のスペックはそれぞれ異なり、状況に合わせて操作キャラを切り替えながら、ストーリーを攻略していく。またアトラクションも一新されており、今作では一度クリアしたアトラクションを最大4人でプレイする事が可能である。前作では、友達にしたポケモンはアトラクションに参加できるが、今作では、プレーヤーのバトルを助けてくれたり、ウィッシュパークへの扉の鍵を開けることができる。
毎週木曜には、TVCMが次々と変更されている。ホームページでは、金曜になると変更されたCMが追加される。

## ストーリー
沢山のポケモンが暮らす世界「ポケパーク」。沢山の友達を作るため、ポケパークを訪れたピカチュウとポッチャマはそこで話題になっているという、もう一つの世界「ウィッシュパーク」に行く事になった。
扉を通ってウィッシュパークへやって来た2匹。だが、この世界のポケモンたちはデスカーンらの手によってウィッシュパークの虜となってしまっていた。
そこへやって来たミジュマルと共にウィッシュパークを脱出しようとするピカチュウたちだが･･･。
ウィッシュパークの虜となったポケモンを救うべく、ピカチュウたちの冒険が始まる―。

## 基本システム
ピカチュウ達を操作してストーリーを進めていく点は前作と同様。フィールド上には様々なポケモンがおり、『ちからくらべ』で勝ったり、『お願い』を聞いてあげることで友達になることができる。友達になったポケモンは前作と異なり、アトラクションで使用することはできないものの、バトルでピンチになった時に呼び出して攻撃してもらう事ができる。エンディング前は各エリアでウィッシュパークへの扉を開く際、Wiiリモコンを振って『ともだちパワー』を溜めるミニゲームに挑戦する必要があり、そのエリアで作った友達の数が多いほど、パワーが溜まりやすくなる。
ストーリーの節目ではアトラクションやバトルに挑戦する場面があり、これをクリアしないとストーリーを進める事ができない。

### ちからくらべ
おいかけっこ
制限時間内に相手ポケモンにタッチすることができれば勝利。ポケモンによっては走りながら攻撃を加えてくる者もいる。一部のおいかけっこはミジュマルがいないと挑戦できない、或いは詰む場合がある。制限時間が2秒や1秒の場合もある。
バトル
制限時間内に相手の体力を削り切れば勝利。先に自分の体力が尽きたり、制限時間内に相手を倒しきれなかった場合は敗北となる。今作では1vs1のバトル以外にも、複数匹を相手にするバトルや、沢山のポケモン達の攻撃をかわし、時間内に特定の場所まで辿りつかなければいけないバトルが存在する。
かくれんぼ
制限時間内に隠れた相手を見つけ出し、話しかける事ができれば勝利。かくれんぼ中はエリアから出ることが出来ない。今作から、勝負の直前に、相手ポケモンが隠れる場所のヒントを言ってくれる。
クイズ
選択式のクイズが出題され、3問連続で正解すると勝利。

### おねがい
アイテム要求
指定されたコレクションを必要数、もしくはそのエリア内に落ちているアイテムを探して届ける。
ポケモンの移動
指定の場所にポケモンを持ち運ぶものと、ポケモンを呼んで指定の場所に連れて行く2種類が存在。
指定のコースを走る
制限時間以内にゴールまでたどり着けば目標達成。場合によっては途中で特定の手順を踏む必要がある。

### アトラクション
初回挑戦時には、前作同様目標記録が設定されており、これを超えることでアトラクションクリアとなる。概要にもある通り、一度クリアしたアトラクションは最大4人でプレイすることが可能。
スイーツファクトリー
スイーツゾーンのアトラクション。Wiiリモコンを縦持ちして画面をポイントし、ケーキの材料を撃つと得点。前半(60秒)と後半(80秒)の合計得点を競う。前半はもぐら叩きのように穴から出てくるミネズミやミルホッグの持つ材料を、後半は上から振ってくるケーキの生地を狙う事になる。なお、初めてプレイする時は前半しか遊ぶことができない。アトラクションマスターはデスカーン。
ゴージャスダンシング
ゴージャスゾーンのアトラクション。流れてくる音楽とマークに合わせてタイミングよくWiiリモコンを振ってダンスを踊り、曲終了時の合計得点を競う。アトラクションマスターはシャンデラ。
スラッシュファイト
ファイトゾーンのアトラクション。次々出現するポケモン達を、Wiiリモコンを振って倒し、終了時の合計得点を競う。出てくるポケモンが真ん中に近いほど高得点。パーフェクトを連続で出すとコンボになり、ボーナス得点が入る。ただし、爆弾が出現した時はAボタンまたはBボタンで落とす必要がある。爆弾を攻撃したり、ポケモンを落としてしまうとタイムロス。また、ポケモン（爆弾）がフェイントをかけてくることもある。アトラクションマスターはゴチルゼル(エンディング後はオノノクス)。
ワンダーフライト
ワンダーゾーンのアトラクション。Wiiリモコンを傾けてポケモンを動かし宝石を集め、コースを3周した時点での合計得点を競う。コース上に設置されている青いリングを潜ると一定時間加速し、その間に宝石を取ると得点が通常の5倍になる。アトラクションマスターはシンボラー。

## 登場するポケモン

### 操作キャラ
ピカチュウ
前作に続く本作の主人公。ポケパークとウィッシュパークを巡る冒険に挑む。操作キャラの中では最もスペックに偏りのないバランスタイプ。使用技は「10まんボルト」「アイアンテール」など。前作同様、台詞はない。ポッチャマとは前作からの仲。
ミジュマル
ポートエリアでピカチュウが最初に出会う仲間。ダイケンキに頼まれ、事件の調査をしている。特化した能力はないが唯一水上での移動が可能で、水面ジャンプや水中にいるポケモンとの会話ができる。使用技は「みずでっぽう」「シェルブレード」。生真面目で責任感が強いためにややツタージャと相性が悪い。一人称は「オレ」。
ツタージャ
フローラエリアで2番目に出会う仲間。ジャローダの王位継承者に当たる。スピードとジャンプ力に特化し、敏捷性の求められるかけっこや高所への移動で有利。使用技は「つるのムチ」「リーフストーム」「グラスミキサー」。少年口調で「ボク」を一人称とするが実は♀。クールな一方で遊び好きなのでおてんばとも称される。
ポカブ
ロックエリアで3番目に出会う仲間。エンブオーの知り合いで友達にビクティニがいる。パワーに特化。岩などの障害物を壊したり、地面のスイッチを押すことができる。使用技は「たいあたり」「かえんほうしゃ」「ヒートスタンプ」。一人称は「オイラ」で優しい性格。やや臆病なところがコンプレックス。

### その他
ポッチャマ
ピカチュウと仲良しのポケモン。事件に巻き込まれ、ウィッシュパークを彷徨う事になる。
ドッコラー
ピカチュウと初めてバトルをすることになるポケモン。実はスクラップエリアのマスターローブシンの弟子で、物を修理したりなど出番が多い。
ダイケンキ
ポケパークのポートエリアのエリアマスター。一人称は「ワタシ」。他のエリアマスターとのネットワークを有しており、親子ではないがミジュマルに寄せる信頼も厚い。
ジャローダ
ポケパークのフローラエリアのエリアマスター。一人称は「ワラワ」。後継者であるツタージャのおてんばさを心配している。ミジュマルのことを小さい頃から知っているらしい。
エンブオー
ポケパークのロックエリアのエリアマスター。一人称は「オレ」。ポカブを昔の自分に重ね、陰ながら見守ってくれている。
ローブシン
ポケパークのスクラップエリアのエリアマスター。一人称は「ワシ」。他のエリアマスターとは面識が深いものの、はぐれ者揃いのスクラップエリアのまとめ役として他所のポケモンに対しては距離を置いている。
ドテッコツ
ドッコラー同様、ローブシンの弟子。
ワルビアル
ポケパークの門番。タブンネに好意を持っている。
ムシャーナ
ウィッシュパークのことを色々教えてくれる。
タブンネ
みなとまちでHPの最大値を上げてくれる。
シママ
みなとまちでダッシュ力を上げるトレーニングをしてくれる。
ライチュウ、フタチマル、ジャノビー、チャオブー
みなとまちでそれぞれピカチュウ、ミジュマル、ツタージャ、ポカブの使用技を強化するトレーニングをしてくれる。
ニャース
集めたきのみを他の物と交換してくれる。アニメのニャースとは違い人語は話さず、前作同様「～のだ」口調の字幕で話す。
ゾロア
友達のゾロアークを探すためにウィッシュパークのゴージャスゾーンへ向かう。
ゾロアーク
ウィッシュパークのゴージャスゾーンでゴチミルに操られていたが、ピカチュウたちに助けられた。
ビクティニ
ポカブの友達で「勝利をもたらす」というポケモン。ただし、それを利用されてサザンドラとオノノクスに誘拐されてしまうが、ピカチュウたちに助けられた。
ランクルス
スクラップエリアに研究所を持つ発明家。ポケパークとウィッシュパークをつなぐ扉の発明者。
ギアル、ギギアル、ギギギアル
スクラップエリアの研究所の機械を動かしている。ランクルスに利用され続けていたことに怒って、研究所を飛び出す。
デスカーン
ウィッシュパークのスイートゾーンのマスターで、ポートエリアから連れて来たポケモンを虜にしている。一人称は「余」。部下としてデスマスを連れている。
シャンデラ
ウィッシュパークのゴージャスゾーンのマスターで、フローラエリアから連れて来たポケモンを虜にしている。一人称は「アタシ」でオネエ言葉を使うが、余裕がなくなると喋り方が変わり、一人称も「オレ」になる。部下としてヒトモシとランプラーを連れている。
ゴチルゼル
ウィッシュパークのファイトゾーンのマスターで、ロックエリアから連れて来たポケモンを虜にしている。シャンデラが震え上がるほどの実力者だが、自ら戦いを仕掛けることは好まない。ゴチミルやゴチムを連れている。
オノノクス
エンディング後におけるウィッシュパークのファイトゾーンのマスター。サザンドラ同様、ゴチルゼルの命でビクティニを誘拐するが、ゴチルゼルに約束を破られ、ダークライに敗れるが、その後ウィッシュパークに残ったことがエンディング後で判明した。
サザンドラ
オノノクスと共に、ビクティニを誘拐してパワーアップしようとしていた。しかし、ゴチルゼルに「ビクティニの力は我がマスター（ダークライ）にささげる」と約束を破られ、ゴチルゼルに攻撃を仕掛けようとするが、ダークライの攻撃で二匹とも敗れるが、その後はロックエリアに戻った。ちなみに、二匹の一人称は「オレ」。
シンボラー
ウィッシュパークのワンダーゾーンのマスターで、スクラップエリアから連れて来たポケモンを虜にしている。ミステリアスな性格で、他のマスター達を軽蔑している。一人称は「ワタシ」。
ダークライ
ウィッシュパークのウィッシュパレスで待ち構えるポケモン。本作の事件の張本人でポケパークにいる全てのポケモン達をウィッシュパークへ連れて行き、ウィッシュパークが新しい世界に成り代わることで永遠に終わらない楽園を作り出そうとした。しかし、最後には自らの間違いに気づき、他のポケモンを救うために犠牲になってしまう。
トルネロス
ポートエリアで「風吹けばビュールビュルルルル トルネロス！」と呪文を唱えると現れる。ちからくらべはおいかけっこ。一人称は「オレ」。
ボルトロス
ロックエリアで「いなびかり…！ガラガラピシャリ ボルトロス！」と呪文を唱えると現れる。ちからくらべはおいかけっこ。一人称は「オレ」。
ランドロス
アルカナエリアで「とどろけば！どんどろどん ランドロス！」と呪文を唱えると現れる。ちからくらべはバトル。一人称は「オレ」。
レシラム
ゼクロム
ポケパークとウィッシュパーク、2つの世界を見守っていると言われる伝説のポケモン。ウィッシュパークにやって来たピカチュウに希望を見出し、世界の命運を託す。

## ポケパーク
ポートエリア
ダイケンキが治める、海沿いのエリア。みなとまちや他のエリアに繋がる門がある。なみうちのはまべ、みなとまちの2つから成る。
フローラエリア
ジャローダが治める、草地のエリア。ふうしゃのこみち、みどりのにわの2つから成る。
ロックエリア
エンブオーが治める、岩場のエリア。さんがくようさい、とうぎじょうの2つから成る。
スクラップエリア
ローブシンが治める、町のエリア。きしゃおきば、ひみつそうこ、けんきゅうじょの3つから成る。
アルカナエリア
エンディング後にみどりのにわから行くことができる、湖と草木のエリア。ほかのエリアと異なり、エリアマスターはおらず、構成要素はみずうみのほとり1つのみ。レシラムのいる空間へ繋がる祭壇がある。

## ウィッシュパーク
スイートゾーン
デスカーンが管理する、菓子で出来たゾーン。
ゴージャスゾーン
シャンデラが管理する、豪華な雰囲気のゾーン。
ファイトゾーン
ゴチルゼルが管理する、中国的な雰囲気のゾーン。
ワンダーゾーン
シンボラーが管理する、未来的な雰囲気のゾーン。
ウィッシュパレス
全てのアトラクションをクリアするとウィッシュパークの中心部から行くことができる、ダークライの居城。ゼクロムがいる空間に繋がる祭壇がある。

## 用語
ウィッシュベル
ウィッシュパークの各ゾーンに1つずつある、時間を司る巨大な鐘
くらやみのうず
この世の理が乱れた時に現れ、世界を飲み込むと言われている存在

## 制作

### ボイスキャスト
括弧内は演じたポケモンを記載。※間違いあり
- 石塚運昇（マッギョ、オコリザル、ヤドン、ゲンガー、ハッサム、バンギラス、ボーマンダ、エンブオー、ペンドラー、ヒヒダルマ、ツンベアー、アギルダー、クリムガン、ゴルーグ、オノノクス、サザンドラ、ボルトロスなど）
- 犬山イヌコ（ニャース、クルミル、クルマユ、ダンゴロなど）
- 大谷育江（ピカチュウ、コマタナ、リーフィア、ハネッコなど）
- かないみか（エモンガ、ルリリ、デスマス、クマシュンなど）
- 佐藤健輔（ダグトリオ、ガブリアス、ルカリオ、ゼブライカ、ギガイアス、ガマゲロゲ、トルネロスなど）
- 進藤尚美（ジャローダ、モンメン、チラーミィなど）
- 神保大介
- たかはし智秋（ゼニガメ、ライチュウ、ムシャーナ、ヤブクロン、ゾロアなど）
- 津田美波（キバゴ）
- 西村ちなみ（ポッチャマ、マメパト、ハトーボー、キャタピー、ナゾノクサ、ブースター、ムウマ、ニューラ、フタチマル、ムンナ、ドレディアなど）
- 早志勇紀（シキジカ）
- 林原めぐみ（ツタージャ、イーブイ、ヤミラミ、グレイシアなど）
- 福圓美里（ミジュマル、ハハコモリなど）
- 藤村知可（ヤナップ、サンダースなど）
- 古島清孝（ドリュウズ、ディグダ、マンキー、クラブ、グレッグル、ミルホッグ、ヒヤップ、シママ、フシデ、ホイーガ、メブキジカなど）
- 三木眞一郎（イシズマイ、リザードン、イシツブテ、ストライク、コイキング、ヤミカラス、ヨマワル、ヘイガニ、ランプラー、シャンデラなど）
- 水田わさび（ポカブ、コダック、ゴンベ、ダストダスなど）
- 渡辺明乃（ズルッグ、チャオブーなど）
- 三宅健太（カビゴン、ホエルオー、エレキブル、ヨノワール、ドサイドン、ダークライ、ワルビアル、ゼクロム、ランドロスなど）